# Jorge Vistel

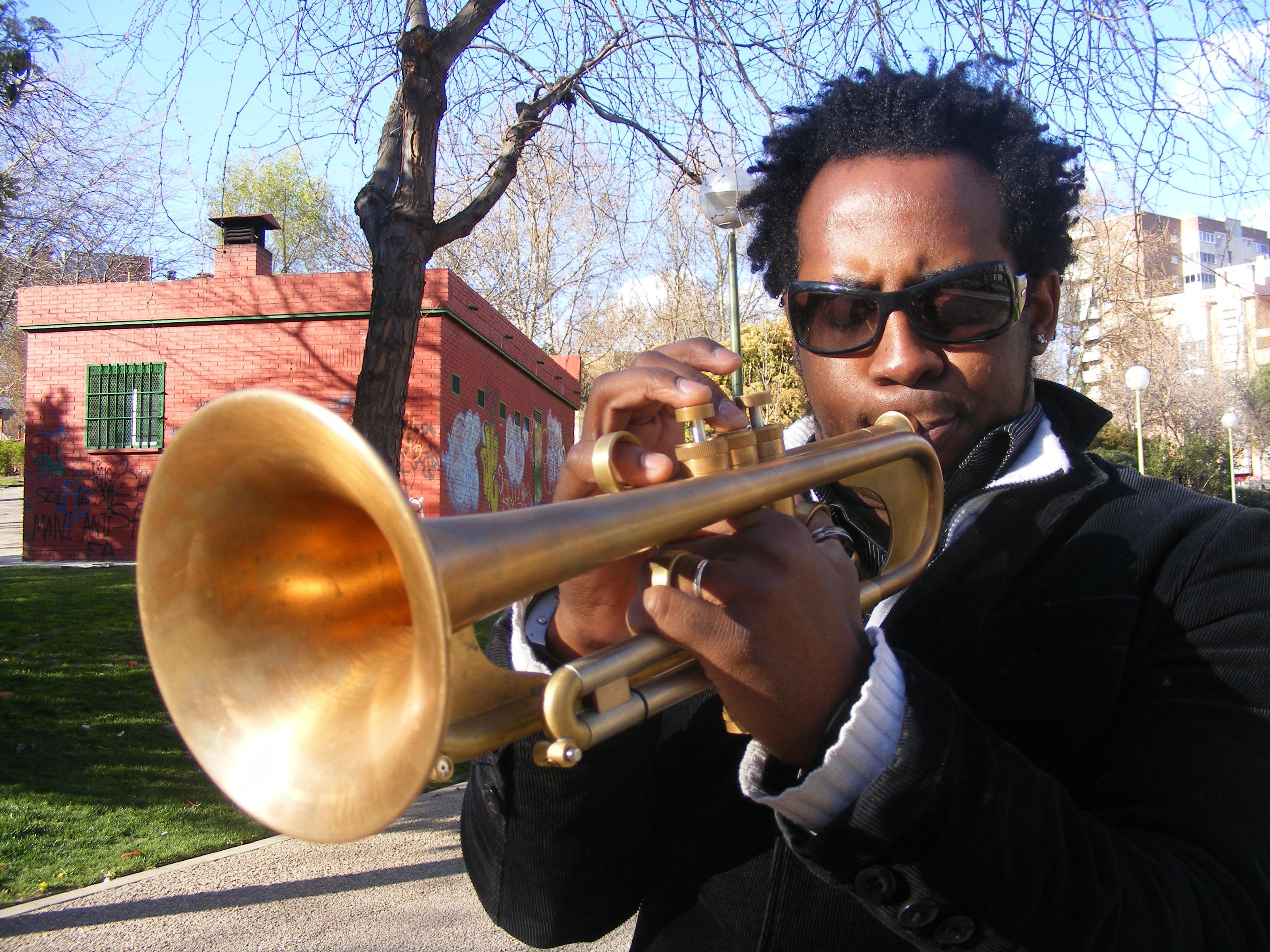
Jorge Vistel (2014)

Jorge Vistel (* 1982 in Santiago de Cuba) ist ein kubanischer Jazzmusiker (Trompete, Komposition).

## Leben und Wirken
Vistel stammt aus einer Familie mit mehreren Generationen an Musikern: Sein Großvater war Pianist, Vater und Onkel sind bzw. waren ebenfalls Trompeter und der jüngere Bruder Maikel Saxophonist. Er begann im Alter von neun Jahren an der Kunstschule seiner Geburtsstadt Trompete zu lernen. Schon in jungen Jahren begann er sich für Jazz zu interessieren. Er studierte an der Escuela Nacional de Arte in Havanna; zudem erhielt er Unterricht durch Steve Coleman, Wynton Marsalis, Nicholas Payton, Steve Turre und Barry Harris.
Vistel hat weltweit an zahlreichen Festivals teilgenommen, etwa dem Monterey Jazz Festival, Bermuda Jazz, dem Jazz Plaza Havana, dem Montreux Jazz Festival und dem Cully Jazz Festival.
Zusammen mit seinem Bruder Maikel gründete er die Band Vistel Brothers. 2006 entschied er sich, nach Europa zu emigrieren, um dort, bald von Madrid aus, seinen Berufsweg fortzusetzen. Seither trat er u. a. auf mit Benny Golson, Doug Hammond, David Murray, Henry Cole, Lewis Nash, Dado Moroni, Benny Green, Marcus Printup, Stefano Bedetti oder Gary Thomas. Das Projekt Vistel Brothers fand in Spanien seine Fortsetzung. Und so veröffentlichte er 2010 mit seinem ebenfalls in Madrid lebenden Bruder (und mit Román Filiú, David Virelles, Reinier Elizarde und Juanma Barroso) das Album Evolution beim Label Fresh Sound Records; 2022 erschien in ähnlicher Besetzung Fiesta en el Batey. Im Trio mit Reinier Elizarde und Michael Olivera erschien 2014 sein Album Cimarrón  und im Quartett, verstärkt durch den Pianisten Edgar van Asselt, das Album Tierra a la vista. Im selben Jahr tourte er mit Alfredo Rodríguez & The Invasion Parade. 2015 folgte sein bisher letztes Album Ossain unter eigenem Namen. Florian Arbenz holte ihn zu seinem Album Conversation #8 – Ablaze (2022) mit Wolfgang Puschnig, Oren Marshall und Michael Arbenz.